# El Porvenir (Atlántida)
El Porvenir (uit het Spaans: "De toekomst") is een gemeente (municipio) (gemeentecode 0102) in het departement Atlántida in Honduras. De gemeente grenst aan de Atlantische Oceaan.
In het begin had de plaats de naam Juan Lopéz, en maakte het deel uit van de gemeente La Ceiba. Op 18 april 1898 werd het een zelfstandige gemeente met de naam El Porvenir.
Door de gemeente lopen de rivieren Bonitillo, Colorado en Juan Leandro. De hoofdplaats El Porvenir ligt aan de monding van de Juan Leandro.

## Bevolking
De bevolking is als volgt verdeeld:
| Vrouwen | 11.757 | 49,8% |
| Mannen  | 11.835 | 50,2% |

## Dorpen
De gemeente bestaat uit 13 dorpen (aldea), waarvan de grootste qua inwoneraantal: El Porvenir (code 010201), El Pino (010208) en  La Unión (010210).